# 纳尔辛格加尔
纳尔辛格加尔（Narsinghgarh），是印度中央邦Rajgarh县的一个城镇。总人口27657（2001年）。

## 人口
该地2001年总人口27657人，其中男性14437人，女性13220人；0—6岁人口4256人，其中男2287人，女1969人；识字率65.52%，其中男性为73.03%，女性为57.32%。